# 손침
손침(孫綝, 231년 ~ 258년)은 중국 삼국 시대 오의 황족이자 권신이며, 자는 자통(子通)이다.

## 생애
처음에는 편장군으로 임명되었다. 손준이 세상을 떠난 후, 손준에게 후사를 부탁받고 시중·무위장군이 되어 중앙과 지방의 모든 군사를 총괄했으며, 손준을 대신해 조정의 정사를 주관했다. 여거는 이를 듣고 분하고 두려워하여 등윤을 승상으로 천거했으며, 등윤과 함께 손침을 폐출하려 했다. 손침은 손준의 북정군을 되돌려 여거를 공격해 자살하게 했으며, 등윤과 그의 삼족을 멸했다.
이후 대장군에 임명되고 가절을 받았으며 영녕후에 봉해졌다. 손침은 자신의 존귀함에 의지하여 매우 오만했으며, 항상 무례히 행동했다. 손준의 당제로 제갈각(諸葛恪)을 죽이는 음모에 가담한 손려(孫慮, ~ 256년)는 손침 집권 후 대우가 얕아지자 장군 왕돈(? ~ 256년) 함께 손침을 죽이려 했으나 실패했고 죽임을 당하였다.
위의 대장군 제갈탄(諸葛誕)이 사마씨 정권에 대항하여 거병하고 오나라에 투항을 청하자, 오는 문흠(文欽), 당자(唐咨), 전단(全端), 전역(全懌) 등 병사 3만 명을 주어 구원하게 했으나 오히려 참패하여 손침은 큰 원망을 샀다.
손침은, 폐제 양이 정무를 본 이래로 많은 힐문을 받게 되어 두려워했다. 마침내 폐제는 손침을 죽일 모의를 세웠으나, 폐제의 비가 손침의 사촌 누나의 딸이었으므로 이 음모를 손침에게 알려 주었다. 손침은 결국 폐제를 폐출하고 반대하는 신하는 죽였으며, 낭야왕 손휴(孫休)를 맞아 황제로 세우니 이가 곧 오의 제3대 황제 경제였다.
득의양양해진 손침은 오자서의 사당을 불태우고 불교 사원을 파괴하고 승려들을 참수했다. 손침의 네 아우가 모두 후(侯)에 임명되었고 모두 근위군을 관장하여, 손침 집안의 권력은 천자를 기울게 할 지경이었다. 그러나 손침과 경제는 서로 두려워하게 되어, 손침은 무창으로 나가기를 원했다. 경제는 이를 허락하였으나, 장군 위막이 손침이 밖에 있으면 변란이 일어날 것이라고 했으며, 무위사 시삭은 손침에게 모반의 징조가 있다고 했다. 마침내 영안 원년(258년) 12월 8일, 건업(建業)에서 연회가 있었는데, 손휴는 정봉(丁奉) · 장포(張布) 등과 함께 계획하여 손침을 묶고, 목을 베었다. 손침의 3족이 모두 살해당했으며, 손준 형제에게 죽은 제갈각, 등윤, 여거는 모두 사면 복권되었다.

## 인물평
진수(陳壽)는 '《삼국지》오서 제갈등이손복양전' 말미에서, 손침을 손준과 함께 "흉악한 행실이 가득하여 본래 논할 가치도 없는 자”라고 평했다.

## 친족 관계
- 손견(종증조부)
  - 손권(재종조부)
    - 손휴(재종숙)
    - 손량(재종숙)
- 손정(증조부)
  - 손고(孫暠)(조부)
    - 손작(孫綽)(아버지)
      - 손침

    - 손공(孫恭)(작은아버지)
      - 손준(종형)

  - 손유(종조부)
  - 손교(종조부)
  - 손환(종조부)

| 전임 손준 | 동오의 대장군 256년 ~ 258년 | 후임 정봉 |

| 전임 손준 | 제6대 동오의 승상 258년 음력 10월 21일 ~ 음력 12월 8일 | 후임 복양흥 |

## 같이 보기
- 삼국지 인물 목록